# Starship Integrated Flight Test 6

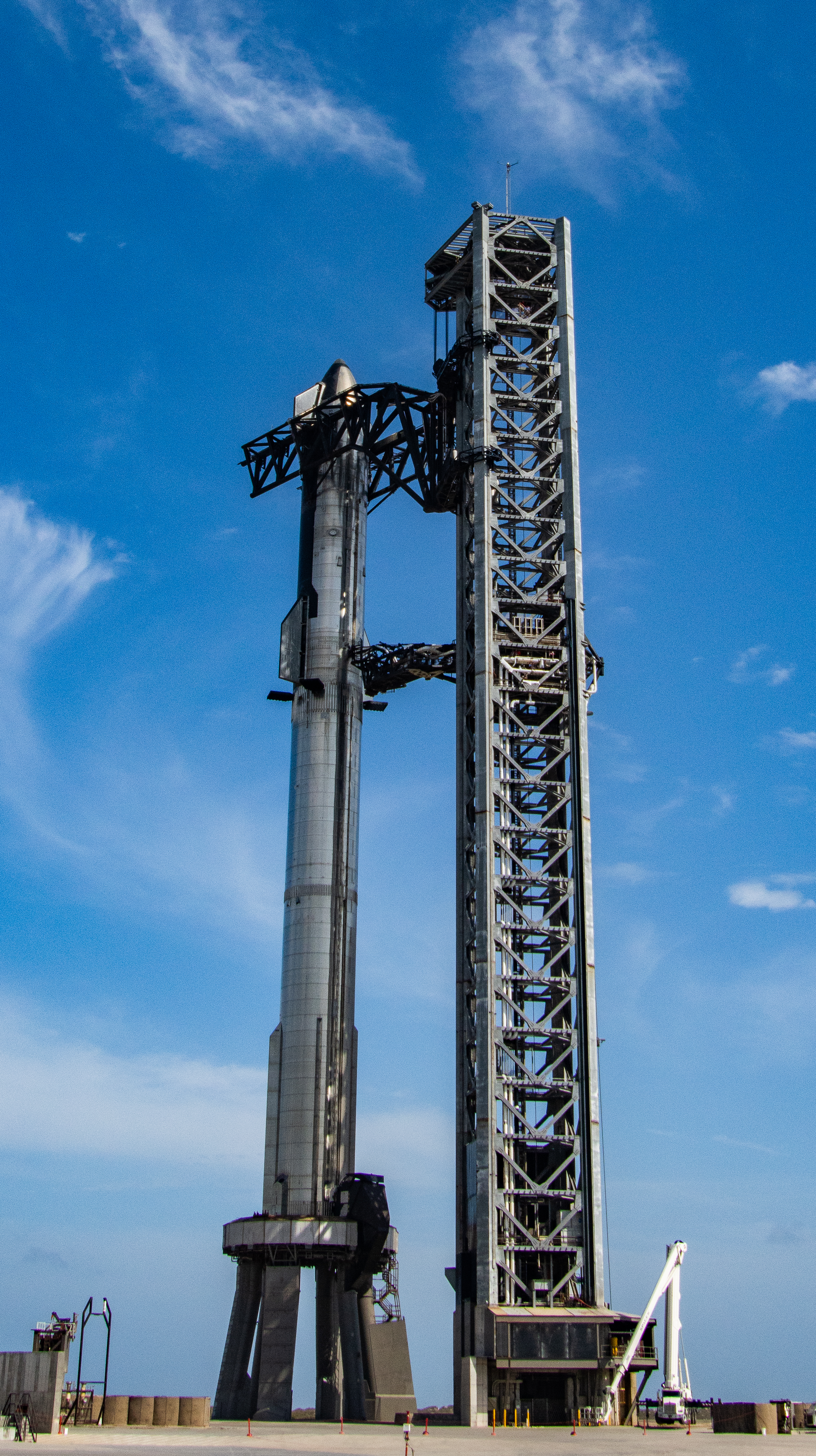
Sestava boosteru B7 a lodi S24 na rampě OLM před startem první testovací mise (IFT-1), v horní části servisní věže sestavu stabilizují pohyblivé paže systému Mechazilla.

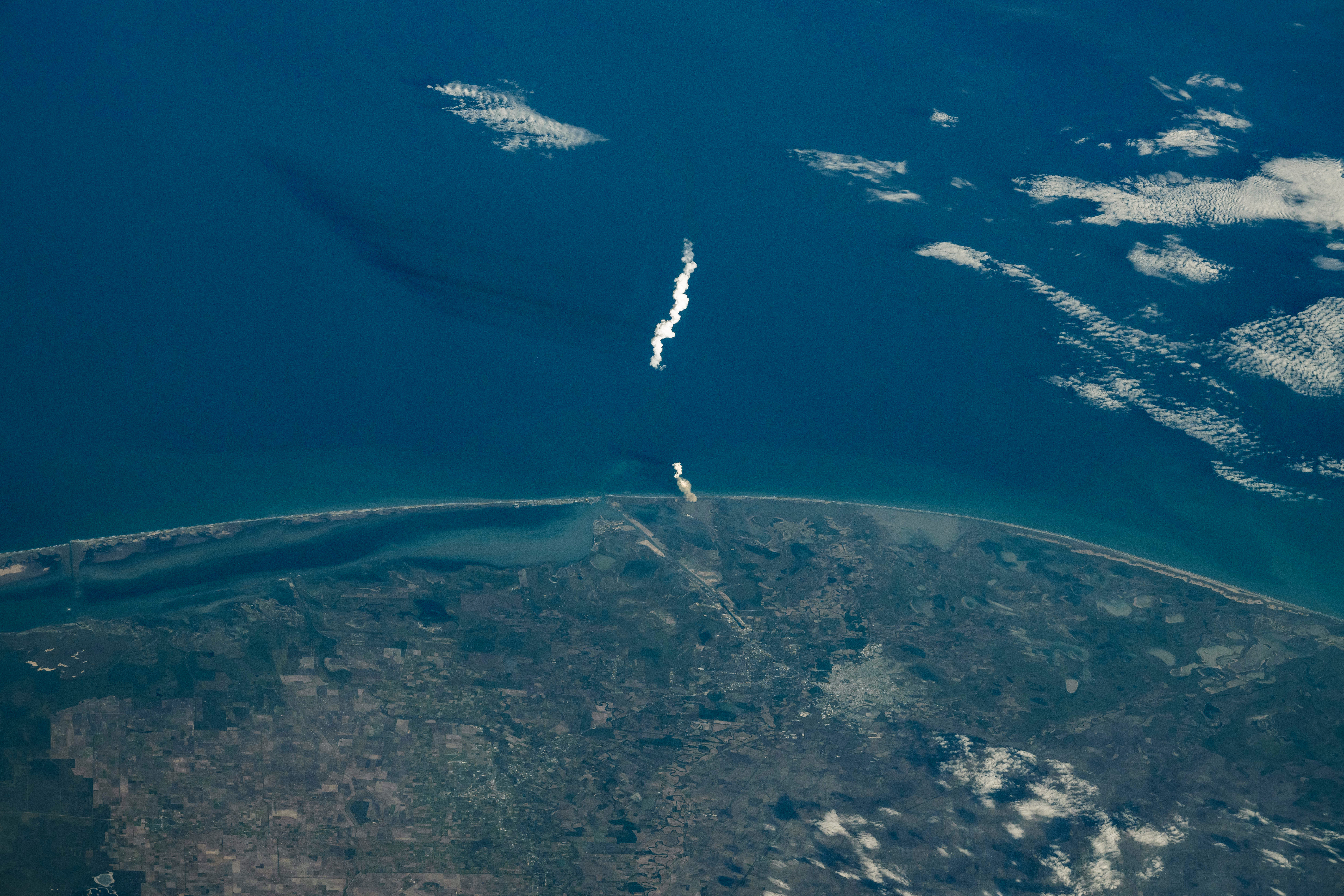
Stopa spalin z motorů Super Heavy při startu IFT-6

Starship Integrated Flight Test 6 (IFT-6) byl šestý let kosmické lodi Starship na nosné raketě Super Heavy. Obě součásti sestavy vyvinula a postavila společnost SpaceX podnikatele Elona Muska. Let o délce 65 minut se uskutečnil 19. listopadu 2024 a loď Starship při něm vůbec poprvé provedla test brzdicího manévru před vstupem do atmosféry Země.

## Nosná raketa Super Heavy a kosmická loď Starship
Spodní část startovní sestavy tvořila nosná raketa, resp. první, urychlovací stupeň Super Heavy. Horní částí pak byla samotná kosmická loď Starship určená pro lety na oběžné dráze a návraty na Zemi. Obě součásti SpaceX vyvinula jako plně znovupoužitelné a určené pro vynášení satelitů a dalších kosmických těles, zásob včetně paliva, i pro vesmírnou turistiku, cesty k Měsíci a meziplanetární lety.
Nosič Super Heavy (booster) dosahoval délky 71 metrů a jeho průměr – v celé výšce stejný – 9 metrů. Hmotnost boosteru bez paliva se pohybovala nad 200 tun, z toho asi 80 tun připadalo na nádrže. Pohon zajišťovalo celkem 33 motorů Raptor, které měly při plném výkonu souhrnný tah 73,5 MN, což ze sestavy činilo nejsilnější raketu v historii dobývání vesmíru. Nádrže urychlovacího stupně pojmuly celkem 3 400 tun pohonných hmot, z toho zhruba tři čtvrtiny připadaly na kapalný kyslík a zbylá čtvrtina na podchlazený kapalný metan. Na vrchu boosteru byla umístěna čtyři roštová kormidla pro řízení stupně při přistání, podobně jako se to SpaceX osvědčilo již u jejího dříve vyvinutého nosiče Falcon 9. Shora booster uzavíral dva metry vysoký prstenec s průduchy, kterými se odváděly spaliny z motorů lodi Starship během jejich spuštění, tedy ještě před oddělením kosmické lodi od urychlovacího stupně. Prstenec byl při 4. a dalších letech po odpojení lodi Starship z boosteru odhozen, čímž se snížila přistávací hmotnost boosteru.
Kosmická loď Starship byla 50,3 metru vysoká a po většinu délky udržovala průměr 9 metrů, tedy shodný s urychlovacím stupněm – až v horní čtvrtině se průměr postupně zmenšoval a vytvářel zaoblenou kuželovitou špičku. Pro řízení během sestupu k Zemi měla loď celkem 4 pohyblivé aerodynamické klapky, dvě v horní a dvě v dolní části. Polovinu trupu lodi po celé její délce a navazující stranu všech klapek pokrývaly dlaždice tepelného štítu pro ochranu lodi při vstupu do atmosféry. Šest motorů Raptor – tři optimalizované pro provoz ve vesmírném vakuu, tři pro provoz v atmosféře, blízko povrchu Země – mělo k dispozici celkem 1200 tun pohonných látek. Tři „atmosférické” motory byly schopny vektorování, tedy změny směru tahu motorů za účelem řízení směru letu zejména při přesném motorickém přistání. SpaceX udávala kapacitu nákladu 100 až 150 tun.

## Příprava a průběh letu
SpaceX pro let připravila kosmickou loď Starship s výrobním označením Ship 31 (S31) a první stupeň Super Heavy s označením Booster 13 (B13). Společnost informovala, že úpravy na obou součástech startovní sestavy přidaly další dodatečnou kapacitu pohonných systémů, zvýšily pevnost v klíčových místech konstrukce a zkrátily časovou osu vypouštění pohonných látek z boosteru po skončení letu. Programátoři také dále aktualizovali softwarové ovládací prvky a kritéria pro povolení vypuštění a návratu boosteru k zachycení věží.

### Plánovaný průběh letu
Předchozí úprava licence, kterou SpaceX získala 12. října 2024 od Federálního úřadu pro letectví („FAA”), umožnila společnosti dvěmi se se stejným letovým profilem. To SpaceX dovolilo provést let IFT-6 co nejdříve pro předchozí úspěšné misi IFT-5 uskutečněné den po vydání upravené licence, a záviset přitom pouze na vlastní schopnosti připravit k letu jak obě součásti sestavy, tak pozemní infrastrukturu.
Současně to ale znamenalo, že šestý let bude mít také podobný program – booster se měl po základním urychlení lodi Starship vrátit zpět na základnu Starbase v Texasu, ke startovací věži OLT, jejíž ramena by loď měla zachytit. Naproti tomu Starship měla pokračovat po suborbitální trajektorii směrem k Indickému oceánu a provést tam řízené přistání na hladinu. Oproti letu IFT-5 však mělo tentokrát jít o přistání za denního světla, a proto se start posunul z ranních hodin, kdy startovala IFT-5, do odpoledne v místě startu (Central Standard Time, CST), aby v místě přistání již bylo ráno. Druhou odlišností od předchozích bylo, že by Starship měl konečně použít jeden ze svých 6 motorů Raptor pro krátký zážeh, aby demonstroval tuto schopnost, nezbytnou pro změny oběžné dráhy a pro brzdění před návratem na Zemi. Pak se ale, podobně jako v předchozích letech, měla kosmická loď samovolně vnořit do atmosféry a zamířit k přistání na mořskou hladinu. Podle informace, kterou SpaceX vydala při oznámení předpokládaného termínu startu, se při návratu S31 také uskutečnit „sada experimentů s tepelným štítem a změny manévrování pro návrat lodi a sestup nad Indickým oceánem". To prakticky znamenalo, že týmy před startem z tepelného štítu lodi odstranily celých 2100 dlaždic, což při návratu vystavilo nezanedbatenou část pláště lodi z nerezové oceli přehřáté plazmě. Mimo jiné šlo o dvě místa na boku lodi, kde mají být v budoucnu umístěny čepy, za něž se Starship zavěsí na hydraulická ramena přistávací věže. Firma také plánovala otestovat nové materiály a poslat loď záměrně do atmosféry pod vyšším úhlem náběhu v závěrečné fázi sestupu, aby ověřila limity ovládání klapek při budoucích možných způsobech přistání.

### Výroba, testování a předletová příprava
Sestavování kosmické lodi Starship S31 začalo v montážní hale High Bay 31. srpna 2023 a skončilo 3. října. Kompletace pokračovala od 21. listopadu 2023 do 14. prosince 2024, kdy loď převezli do Rocket Garden (dosl. Raketové zahrady), která je místem pro přechodné místo mezi různými etapami přípravy a výroby boosterů a kosmických lodí. Už 4. ledna 2024 se ale vrátila zpět. Na kryogenní testy, při kterých se na testovacím stanovišti Massey's prověřuje těsnost systémů během plnění silně podchlazeným palivem, technici S31 vyvezli 11. května 2024. První kryotest o den později skončil elektrickou anomálií, když při počátečním testování prasklo vysokotlaké vedení paliva, čímž došlo k přerušení vysokonapěťového elektrického kabelu nebo kabelů, načež vniklý výboj způsobil požár. Kosmická loď se proto vrátila zpět do výrobního závodu ke kontrole a opravám. Po nich se 1. července 2024 vypravila k testům v Massey's znovu a úspěšně je absolvovala 2. a 3. července. Další cesta o 3 dny později vedla do haly Mega Bay 2 k instalaci motorů, 5. srpna pak začala výměna systému tepelné ochrany S31, podobně jako dříve na lodi S29 před jejím letem IFT-5 a po jejím dokončení 6. září následoval třetí přesun do Massey's kvůli statickému zážehu motorů. Ten loď absolvovala 18. září, po dvou přerušených pokusech 8. a 14. září. Následoval ještě jeden přesun 20. září do Mega Bay 2 k dokončovacím pracím a 11. listopadu přesun na místo startu, ke startovní plošině OLM a věži OLT. V jejich sousedství byl na S31 v noci z 12. na 13. listopadu z jeřábů nainstalován systém přerušení letu (výbušniny, které by loď zničily v případě potíží během startu).
První části nosiče B13 byly ve výrobních prostorech Starbase zaznamenány v listopadu 2022. Jeho sestavování v hale Mega Bay 1 začalo 5. září 2023 a skončilo usazením horní nádrže na metan 3. února 2024. Ke dvěma kryogenním testům byl do testovací oblasti Massey's převezen 25. dubna a absolvoval je o den později a 29. dubna 2024. Pak se 3. května navrátil do Mega Bay 1 k dalším akcím včetně montáže motorů Raptor a na další cestu se 22. října 2024 již vydal ke startovní rampě Orbital Launch Mount A (OLM A) a byl na ni vyzvednut a usazen, aby mohl o dva dny později podstoupit další kryogenní test a hned po něm také testovací statický zážeh svých motorů. Pak se ještě jednou, kvůli dokončovacím pracím, svezl do výrobní haly, ale už za tři týdny, 14. listopadu 2024 se vrátil na rampu, kde na něj ramena startovací věže OLT ještě téhož dne vysadila kosmickou loď Starship S31. O den později pak začala instalace systému přerušení letu na booster a po ní 17. listopadu následoval částečný test celého systému – boosteru i kosmické lodi – včetně tankování paliva a odpočítáváním, tzv. zkouška mokrých šatů (wet dress rehearsal).

### Termín startu
SpaceX 6. listopadu 2024 oznámila, že se let IFT-6 uskuteční nejdříve 18. listopadu 2024. Prakticky současně FAA vydal na stejný den informaci o omezení leteckého provozu kolem základny Starbase – takzvaný NOTAM obsahoval první možný termín startu 18. listopadu s náhradními možnostmi v dalších osmi dnech. O týden později vydal příslušný úřad také uzávěru veřejné silnice kolem Starbase.
SpaceX 16. listopadu informovala, že míří ke startu 19. listopadu 2024 ve 30minutovém startovním okně, které se otevře v 16:00 CST (22:00 UTC).

### Průběh letu
Super Heavy B13 s lodí Starship S31 odstartovala na samém počátku startovního okna. Po 160 sekundách se kosmická loď bez problémů oddělila od nosiče, který zamířil zpět k místu startu, ale po několika desítkách sekund SpaceX oznámila, že se nepokusí o zachycení nosiče rameny věže, protože nebyly splněny všechny potřebné parametry na straně startovací věže OLT (booster byl v pořádku). B13 proto 4 minuty a asi 50 sekund od startu – a několik desítek kilometrů od rampy – přistál na hladinu Mexického zálivu. Po vnoření do vody při převracení do vodorovné polohy sice následoval silný výbuch, ale sekce s kyslíkovou nádrží ještě jeden den plavala na hladině, než se potopila.
Kosmická loď pokračovala s pomocí svých motorů v letu po očekávané transatmosférické trajektorii a dosáhla apogea 190 km a perigea 8 km, přitom jako první Starship dosáhla dráhy s pozitivním perigeem (předchozí lety měly perigeum pod zemským povrchem, tedy se zápornými hodnotami). Loď v plánovaném čase spustila jeden ze svých motorů Raptor, což byl hlavní, dosud neprovedený test Starship na oběžné dráze. Tímto impulsem zvýšila svou dráhu přibližně na 228 km apogea a 50 km perigea, po níž samovolně vstoupila do atmosféry a po 65 minutách a 30 sekundách od startu s použitím svých motorů přistála v plánovaném místě na hladinu Indického oceánu severozápadně od Austrálie. Bylo to první přistání Starship za denního světla.
SpaceX v červenci 2025 za účelem testování vyzvedla z mořského dna zadní část Boosteru 13 s většinou zcela zachovaných motorů.

### Reakce
Šéf NASA Bill Nelson poblahopřál k šestému letu a označil znovunastartování motoru Raptor ve vesmíru za velký pokrok směrem k plnému orbitálnímu letu.
SpaceX ve svém stanovisku označila let za vydařený. „Data shromážděná z několika experimentů s tepelnou ochranou, stejně jako úspěšný let podzvukovými rychlostmi při agresivnějším úhlu náběhu, poskytují neocenitelnou zpětnou vazbu na letový hardware fungující v letovém prostředí, když se snažíme o případný návrat a chycení lodi,” napsala.
Elon Musk v reakci na dotaz uživatele sítě X den po letu uvedl příčinu přistání na vodní hladině: „Ztracené spojení s počítačem odpalovací věže. Zachycení by pravděpodobně stále fungovalo, ale nebyli jsme si jisti, takže jsme se postavili na stranu opatrnosti,” uvedl. K jeho odpovědi další z uživatelů přiložil snímek ohnuté antény na vrchu startovní věže OLT.
SpaceX pak v lednu 2025 při informování o opatřeních provedených na hardwaru rampy a obou stupňů oznámila, že důvodem pro odklonění boosteru z přistání u věže k přistání na mořii bylo poškození senzorů na hydraulických ramenech startovní věže OLT A během startu. Společnost proto na věži provedla úpravy, aby obdobému poškození do budoucna zabránila.
Na dotaz jednoho z internetových novinářů, jestli bude FAA požadovat vyšetřování ohledně některé z aspektů 6. letu, úřad odpověděl negativně, protože „se všechny letové události na lodi Starship i na urychlovači Super Heavy odehrály v rámci plánovaných a povolených činností”.